# Thermarces
Thermarces es un género de peces de la familia de los Zoarcidae en el orden de los Perciformes.

## Especies
Entre las especies tenemos:
- - Thermarces andersoni  Rosenblatt & Cohen, 1986.[2]
  - Thermarces cerberus  Rosenblatt & Cohen, 1986.[3]
  - Thermarces pelophilum  Geistdoerfer, 1999.[4]